# Imagen de disco óptico
Una imagen de disco óptico es un tipo de imagen ISO. Una imagen de disco que contiene toda la información de un disco óptico y que comprende tanto la información real que necesitamos, como los datos sobre la estructura que esta información sigue en el dispositivo. Por ejemplo, una imagen de CD/DVD es una réplica exacta de un CD/DVD donde todos los datos se guardan en un único fichero (llamado archivo de imagen) junto con la estructura de esos datos.
Estas imágenes son esenciales para preservar copias de seguridad de los datos y para la grabación de CD de audio debido a que el CD no se puede copiar directamente con la interfaz que la información tiene en el sistema operativo porque no es la misma que en el CD En la imagen del CD necesitamos grabar también información sobre el arranque del disco o los datos proporcionados por el sistema operativo. Debemos crear primero una imagen de todo, antes de grabarla en el CD, porque el almacenamiento en el dispositivo se realiza mediante surcos, en un principio irreparables, que una vez realizados no podremos modificar. 
Para crear una imagen de disco sólo necesitamos software apropiado que lo realice y espacio suficiente en el disco duro para guardarla. El software utilizado se denomina software de autoría y se trata de programas que permiten grabar un disco óptico. La mayoría de ellos realizan la imagen antes de grabar, lo que hace que sea prácticamente invisible para el usuario. Algunos programas con esta utilidad son: Brasero, GnomeBaker, cdrecord, Graveman, K3b, X-CD-Roast y Nero Linux para GNU/Linux; Disk Utility y Roxio para Mac OS; y Alcohol 120%, CDRWin, CloneCD/DVD, ImgBurn, CDBurnerXP y Nero Burning ROM para Microsoft Windows.

## Formatos
Como se menciona anteriormente, una imagen de disco se guarda en un fichero, llamado archivo de imagen. Los ficheros pueden ser de diferentes formatos. Entre ellos encontramos:
1. .ISO: un fichero .ISO es una imagen de disco en el sistema de ficheros ISO 9660. Es el formato de las imágenes de un disco óptico. Este formato se usa para distribuir programas o software por Internet.
2. BIN/.CUE: es un formato de imagen que consiste en dos ficheros; uno con datos binarios en bruto .bin y otro con metadatos (.cue). El fichero .bin contiene una copia exacta de la información almacenada en el CD; no solo los ficheros y carpetas sino también información del sistema, atributos del volumen y códigos para corrección de errores. El .cue es un fichero de texto plano que describe los datos guardados en el .bin.
3. .IMG: contiene un volcado del contenido del disco.

- Datos: Q5914183